# I-47 (sous-marin)
Pour les articles homonymes, voir I-47.
Le I-47 (イ-47) est un sous-marin japonais de Type Junsen C de la sous-classe C1 construits pour la marine impériale japonaise.
Mis en service en juillet 1944, il a servi de porte-torpilles Kaiten pour les attaques suicides pendant la Seconde Guerre mondiale. Il s'est rendu à la fin de la guerre et a été sabordé par la marine américaine en 1946.

## Description
Les sous-marins de type C ont été dérivés du Type Kaidai VI avec un armement de torpilles plus lourd pour les attaques à longue distance. Ils ont déplacé 2 595 tonnes en surface et 3 618 tonnes en immersion. Les sous-marins mesuraient 109,3 mètres de long, avaient une largeur de 9,1 mètres et un tirant d'eau de 5,3 mètres. Ils possédaient une profondeur de plongée de 100 mètres.
Pour la navigation de surface, les sous-marins étaient propulsés par deux moteurs diesel de 6 200 chevaux (4 623 kW), chacun entraînant un arbre d'hélice. En immersion, chaque hélice était entraînée par un moteur électrique de 1 000 chevaux-vapeur (746 kW). Ils pouvaient atteindre 23,6 noeuds (43,7 km/h) en surface et 8 noeuds (15 km/h) sous l'eau. En surface, les C1 avaient une autonomie de 14 000 milles nautiques (26 000 km) à 16 noeuds (30 km/h) ; en immersion, ils avaient une autonomie de 60 milles nautiques (110 km) à 3 noeuds (5,6 km/h).
Les sous-marins étaient armés de huit tubes lance-torpilles de 533 mm à l'avant et transportaient un total de 20 torpilles. Ils étaient également armés d'un seul canon de pont de 140 mm/40 et de deux supports simples ou doubles pour les canons antiaériens Type 96 de 25 mm. Ils étaient équipés pour transporter un sous-marin de poche de type A à l'arrière de la tour de contrôle.

## Construction
Commandé dans le cadre du Programme rapide de complément d'armement naval et construit par l'Arsenal naval de Sasebo au Japon, le I-47 a été mis sur cale le 21 novembre 1942 sous le nom de Sous-marin n°377. Le 31 juillet 1943, il est renuméroté I-47 et provisoirement rattaché au district naval de Yokosuka. Il a été lancé le 29 septembre 1943 et a été achevé et mis en service le 10 juillet 1944.

## Histoire de service
Dès sa mise en service, le I-47 fut officiellement rattaché au district naval de Yokosuka. De juillet à septembre 1944, il fut affecté au 11e escadron de sous-marins de la 6e Flotte pour des exercices d'entraînement dans la mer intérieure de Seto. Le 8 octobre 1944, il fut réaffecté à la 15e division de sous-marins de la 6e Flotte et, en octobre, il fut configuré pour transporter sur son pont arrière quatre torpilles d'attaque suicide pilotées Kaiten, dont deux avec des tubes d'accès qui permettaient à leurs pilotes d'y pénétrer lorsque I-47 était submergé.

### Première mission Kaiten

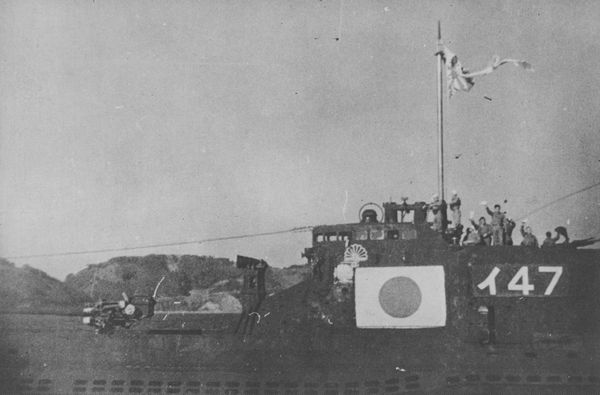
Le I-47 à la base navale d'Otsujima le 8 novembre 1944.

Le 7 novembre 1944, le commandant en chef de la Flotte combinée, l'amiral Soemu Toyoda, et le commandant de la 6e Flotte, le vice-amiral Shigeyoshi Miwa, se sont rendus à Otsujima pour voir les pilotes de Kaiten. Le 8 novembre 1944, le groupe Kikusui-tai Kaiten - composé du I-47 et des sous-marins I-36 et I-37 - s'est mis en route depuis Otsujima pour mener la première opération kaiten. Les plans prévoyaient que le I-37 viserait un mouillage de la flotte américaine à Palau avec des Kaiten, tandis que le I-36 et le I-47 devaient mener une attaque Kaiten contre les ancrages des États-Unis à l'atoll d'Ulithi dans les îles Caroline, puis se diriger vers le golfe de Leyte pour attaquer les navires alliés avec des torpilles conventionnelles. Le 16 novembre 1944, les sous-marins ont reçu un rapport d'un avion de reconnaissance Nakajima C6N1 Saiun ("Nuage irisé"; nom de code allié "Myrt") qui a effectué un vol à haute altitude au-dessus de l'atoll d'Ulithi et a aperçu quatre porte-avions de la flotte et trois cuirassés ainsi que des croiseurs et des destroyers dans la partie nord-centrale du lagon et des transports, des pétroliers et d'autres navires dans la partie sud-centrale.
Dans la soirée du 18 novembre 1944, le I-47 se trouvait à 50 milles nautiques (93 km) à l'ouest d'Ulithi, et il a commencé son approche de l'atoll par le sud-ouest. Il a fait surface au large d'Ulithi à l'aube du 19 novembre et s'est rapprochée à 12 noeuds (22 km/h) pour ne plus atteindre que 4 noeuds. Il a fait surface à 5 milles nautiques (8,3 km) au large de l'atoll, observant plus de 200 navires au mouillage. Il a refait surface à 00h30 le 20 novembre 1944, et entre 03h28 et 03h42, il a lancé ses quatre Kaiten. A 05h47, l'un d'eux a touché le pétrolier USS Mississinewa de la Flotte de la marine américaine a pris feu, chaviré et coulé à 9h28, puis s'est retiré en surface à 20 noeuds (37 km/h) pour se diriger vers sa zone de patrouille dans le golfe de Leyte. Après avoir transmis un rapport sur le naufrage du Mississinewa le 22 novembre, le 24 novembre, le I-36 et le I-47 reçurent l'ordre de retourner au Japon plutôt que de se diriger vers le golfe de Leyte. Après avoir fait escale à Otsujima, les deux sous-marins arrivèrent à Kure, au Japon, le 30 novembre 1944.
Le 2 décembre 1944, plus de 200 officiers d'état-major et spécialistes se sont réunis à bord du Tsukushi Maru, navire amiral de la 6e Flotte, pour évaluer les résultats de l'attaque de Kaiten sur l'atoll d'Ulithi. Après avoir examiné les rapports d'après-action et les photographies de reconnaissance prises après l'attaque, ils ont attribué à l'attaque le naufrage de trois porte-avions et de deux cuirassés. En fait, l'attaque n'avait coulé que le Mississinewa.

### Seconde mission Kaiten
Le 8 décembre 1944, le I-47 fut affecté au groupe Kongo ("Acier") Kaiten avec les sous-marins I-36, I-48, I-53, I-56 et I-58 pour une attaque prévue à l'aube du 11 janvier 1945 sur cinq mouillages américains différents situés dans des endroits très éloignés les uns des autres; la date de l'attaque fut ensuite reportée au 12 janvier 1945. Le 30 décembre 1944, au cours de son voyage, il sauva huit soldats de l'armée impériale japonaise affamés sur un radeau dans la mer des Philippines, à 290 milles nautiques (540 km) à l'ouest de Guam; les soldats avaient participé à une tentative ratée de prendre d'assaut l'aérodrome américain de Guam, puis s'étaient échappés de l'île à bord du radeau, dérivant en mer pendant 32 jours avant que le I-47 ne les trouve.
Le 8 janvier 1945, un avion de reconnaissance de l'armée de l'air impériale japonaise a survolé la région de Hollandia et a repéré 40 grands transports ancrés dans la baie de Humboldt à la position géographique de 2° 33′ S, 140° 06′ O et 10 navires plus petits à l'extérieur du mouillage, et les Japonais ont transmis ce rapport au I-47. Le 11 janvier 1945 à 10h30, le I-47 a aperçu le cap Soeadja sur la côte nord de la Nouvelle-Guinée, puis s'est dirigé vers le nord. Après la tombée de la nuit, il a fait surface à 30 milles nautiques (56 km) au large de la Nouvelle-Guinée pour recharger ses batteries. Il a aperçu un navire-hôpital américain qui est passé sans remarquer le I-47, puis s'est dirigé vers le sud à 23h30 pour atteindre sa position de lancement au large de la baie de Humboldt.
En immersion, le I-47 a atteint la zone de lancement à 18 milles marins (33 km) au nord du cap Soeadja à 03h00 le 12 janvier 1945. Il a lancé les quatre Kaiten entre 04h14 et 04h30, puis a fait surface et a quitté la zone à la vitesse maximum. Dans la baie de Humboldt, un Kaiten a effleuré de 4m le côté bâbord du Liberty ship Pontus H. Ross, sous la ligne de flottaison, provoquant une petite fuite dans sa cale n°3, puis il a explosé à environ 90 m à bâbord du Pontus H. Ross à 05h21, causant des dommages mineurs supplémentaires à sa coque. Quelques secondes plus tard, une autre explosion a eu lieu au large du cap Soeadja. En mer, le I-47 a noté une colonne de feu rouge s'élevant de la direction de la baie de Humboldt après 05h20. Il a atteint Kure le 1er février 1945. Lors d'une conférence à bord du Tsukushi Maru le 7 février 1945, l'état-major de la 6e Flotte a crédité le Kaiten du I-47 du naufrage de quatre transports à la baie de Humboldt.

### Février-mars 1945
Lors de son séjour à Kure, son canon de pont de 140 millimètres a été retiré et il a été équipé pour recevoir deux autres Kaiten à la place, ce qui porte à six le nombre de Kaiten qu'il peut transporter. Le 16 mars 1945, il a été victime d'un accident au cours duquel un membre de son équipage est mort d'un empoisonnement au monoxyde de carbone alors qu'il effectuait des exercices de lancement de Kaiten dans la mer intérieure de Seto au large de Hikari. Le 20 mars 1945, il a effectué des exercices de combat dans la mer intérieure de Seto avec les sous-marins I-36, I-44, I-53, I-56 et I-58.
Le 27 mars 1945, le I-47 a été choisi pour diriger le groupe Tatara Kaiten lors d'une attaque contre des navires américains au large d'Okinawa. Après avoir chargé des provisions pendant deux mois et 20 torpilles à Kure, il est parti le matin du 28 mars 1945 et s'est rendu à Hikari, où il a embarqué six Kaiten. Il a effectué des tests de plongée avec les six Kaiten à bord le 29 mars 1945, puis est retourné à Hikari et a embarqué les pilotes des Kaiten.

### Troisième mission Kaiten
Le I-47 a fait route depuis Hikari dans l'après-midi du 29 mars 1945, traversant le détroit de Bungo en surface à 20 noeuds (37 km/h) sous l'escorte du chasseur de sous-marins CHA-200. Environ deux heures après son rendez-vous avec le CHA-200, des avions de porte-avions américains ont attaqué les deux navires dans la mer de Hyūga au large de Kyushu vers 16h00, forçant le I-47 à plonger en catastrophe et coulant le CHA-200. Le I-47 a fait surface après la tombée de la nuit, mais deux avions américains ont éclairé la zone avec des fusées éclairantes et l'ont attaqué avec plusieurs grenades sous-marines.
Alors que le I-47 était en surface pour recharger ses batteries au sud de Kyushu, à 20 milles nautiques (37 km) à l'est de Tanegashima, à 2h30 le 30 mars, il a aperçu deux patrouilleurs alliés juste devant lui et a plongé en catastrophe. Un évent du ballast principal a mal fonctionné, et il a pris un angle de descente de 50 degrés, atteignant une profondeur de 260 pieds (79 m) avant que son équipage puisse arrêter sa descente. Son équipage a finalement réussi à le stabiliser à une profondeur de 61 m. Les navires alliés l'ont poursuivi pendant les 11 heures suivantes, au cours desquelles un de ses périscopes et un de ses réservoirs de carburant ont fui et sa température interne est montée à 53 °C.
Après avoir finalement rompu le contact, le I-47 a fait surface à 7 milles nautiques (13 km) au sud de Tanegashima et s'est dirigé vers le sud, mais deux avions de patrouille alliés l'ont aperçu et l'ont attaqué, larguant 20 grenades sous-marines. Le I-47 s'est immergé et s'est échappé avec seulement des dommages supplémentaires mineurs, mais son équipage a été incapable d'arrêter la fuite de son réservoir de carburant. Il est entré dans la baie d'Uchinoura, sur la côte de Kyushu, avant le lever du jour, le 31 mars 1945, afin que son équipage puisse inspecter les dégâts. Son équipage a trouvé une charge sous-marine non explosée sur son pont et des dommages à sa coque extérieure au-dessus de ses ballasts et à son revêtement antisonique. Après avoir signalé l'avarie au quartier général de la 6e Flotte, il reçut l'ordre d'abandonner sa mission et de retourner à Hikari, qu'il atteignit le 1er avril 1945. Après y avoir débarqué ses Kaiten, il se rendit à Kure pour y être réparé. Arrivé à Kure le 2 avril, il fut mis en cale sèche jusqu'au 15 avril 1945.

### Quatrième mission Kaiten
Une fois ses réparations terminées, le I-47 quitta Kure le 17 avril 1945 à destination de Hikari, où il forma avec le I-36 le 20 avril 1945 le groupe Tenmu ("Guerriers célestes") Kaiten, transportant chacun six Kaiten, avec l'ordre d'attaquer les lignes de communication maritimes alliées entre Okinawa, l'atoll d'Ulithi et les îles Mariannes. Le 22 avril 1945, le I-47 a fait route de Hirao vers les eaux situées à l'est d'Okinawa. Pendant son voyage, il était en surface et rechargeait ses batteries le 23 avril 1945 lorsque son détecteur de radar a capté un signal radar et qu'il a plongé. Il a évité l'attaque, mais lorsqu'il a refait surface, il a aperçu une bouée sonore apparemment larguée par un avion de patrouille américain qui était à sa recherche.
Le I-47 est arrivé dans sa zone de patrouille à 200 milles nautiques (370 km) au sud-est d'Okinawa le 26 avril 1945. Son moteur diesel tribord est immédiatement tombé en panne et son équipage a commencé les réparations. Le 27 avril 1945, le I-36 a reçu un message dans lequel il faisait état d'une attaque réussie de Kaiten contre un convoi allié. L'équipage du I-47 a terminé les réparations de son moteur le 28 avril 1945.
Le 1er mai 1945, le I-47 se trouvait à 100 milles nautiques (190 km) au sud-sud-ouest de Okidaitōjima lorsqu'il a détecté un convoi allié sur son radar à une distance de 19 milles nautiques (35 km). Il a fermé le champ de tir et lancé trois Kaiten à une distance de 4 000 m, entendant ensuite de grosses explosions. Le 2 mai, il se trouvait à 160 milles nautiques (300 km) au sud-sud-ouest de Okidaitōjima lorsqu'il a aperçu un pétrolier de 10 000 tonneaux se dirigeant vers le nord-ouest à une vitesse de 10 à 12 noeuds (19 à 22 km/h), escorté par deux destroyers. Cinq minutes plus tard, il a lancé un Kaiten, puis a entendu deux fortes explosions. Son opérateur sonore a ensuite entendu le bruit des hélices de deux destroyers de la classe Fletcher, et à 11h20, le I-47 a lancé un autre Kaiten. Le I-47 a temporairement perdu le contact sonore avec le Kaiten, mais a ensuite entendu des hélices à grande vitesse, suivies d'une forte explosion. Le I-47 a ensuite quitté la zone à la vitesse maximum, en direction du sud-est.
Le 7 mai 1945, le I-47 a détecté sur son radar ce qu'il a identifié comme un croiseur léger britannique de classe Leander au sud-sud-ouest de Okidaitōjima. Il a lancé un Kaiten et a signalé un coup sur le croiseur. Il ne put lancer ses deux Kaiten restantes à cause de torpilles défectueuses, et la 6e Flotte lui ordonna de retourner à Hikari, qu'il atteignit le 12 mai 1945. Après avoir débarqué ses deux Kaiten et leurs pilotes, il reprit la mer et arriva à Kure le 13 mai 1945.

### Mai-juillet 1945
Après son arrivée à Kure, le I-47 a subi des réparations qui ont duré jusqu'à la fin juin 1945. Pendant cette période, il a probablement fait installer un snorkel. Une fois les réparations terminées, il a quitté Kure le 30 juin 1945 pour des essais de validation dans la mer intérieure de Seto. Il est arrivé à Hikari le 5 juillet 1945 et a embarqué des Kaiten avec des ogives factices et leurs pilotes pour s'entraîner au lancement de Kaiten dans les environs de Hikari. Il est retourné à Kure le 13 juillet 1945 et a fait le plein d'autres sous-marins qui s'y trouvaient. Il est passé de Kure à Hikari le 17 juillet et a embarqué six Kaiten et leurs pilotes, puis a effectué plusieurs plongées d'essai au large de Hikari le 18 juillet 1945.

### Cinquième mission Kaiten
Le 19 juillet 1945, le I-47 a été intégré au groupe Tamon Kaiten avec les sous-marins I-53, I-58, I-363, I-366 et 'I-367. Il a pris la mer ce jour-là, en direction d'une zone de patrouille située à 300 milles nautiques (560 km) à l'est d'Okinawa. Il est arrivé dans sa zone de patrouille le 23 juillet 1945. Le 29 juillet, il avait pris contact avec trois navires alliés mais n'avait pas encore lancé de Kaiten, et le quartier général de la 6e Flotte a ordonné ce jour-là de se diriger vers une nouvelle zone de patrouille au nord-est des îles Philippines.
Le 30 juillet 1945, un typhon a frappé la région. Incapable de finir de recharger ses batteries, le I-47 a dû rester à la surface pendant la tempête. De grosses vagues l'ont submergé à plusieurs reprises avant qu'il ne puisse enfin plonger. Lorsqu'il fit surface dans une mer agitée le 1er août 1945, l'une de ses Kaiten fut emportée par-dessus bord, et il entra en collision avec lui après être passé par-dessus bord. Les autres Kaiten développèrent des fuites. Il fut rappelé au Japon le 6 août et arriva à Hikari le 13 août 1945, où il débarqua les pilotes de Kaiten et les cinq Kaiten qui restaient à bord. Il se dirigea ensuite vers Kure, qu'il atteignit le 14 août 1945.

### La fin de la guerre
Le 15 août 1945, la Seconde Guerre mondiale s'est terminée avec l'annonce Gyokuon-hōsō de l'empereur Hirohito de la cessation des hostilités entre le Japon et les Alliés. Ne voulant pas accepter la défaite, l'équipage du I-47 a décidé de refuser de se rendre et de tenter d'atteindre Rabaul, détenu par les Japonais, sur la Nouvelle-Bretagne dans l'archipel Bismarck, où ils espéraient continuer à se battre. Les membres de l'équipage du I-47 sont montés à bord d'un navire d'escorte kaibokan dans le port de Kure et ont confisqué sa réserve de nourriture ainsi que plusieurs fusils et mitrailleuses. Ils ont abandonné leur plan lorsqu'ils n'ont pas pu trouver assez de carburant pour le voyage vers Rabaul, et ils ont abandonné le I-47. Le 2 septembre 1945, le I-47 se rendit aux Alliés, le jour même où le Japon se rendit officiellement lors d'une cérémonie à bord du cuirassé USS Missouri dans la baie de Tokyo.

### Disposition finale
Les Japonais ont rayé le I-47 de la liste de la marine le 30 novembre 1945. Dans le cadre de l'opération Road's End, la marine américaine l'a sabordé au large des îles Goto le 1er avril 1946.
A l'aide d'un sondeur multifaisceaux et d'un véhicule télécommandé, une équipe de recherche de la Société La Plongée pour la Technologie des Grands Fonds a trouvé et photographié l'épave du I-47 le 7 septembre 2017. L'épave repose à une profondeur de 230 pieds (70 m).